# 済州ワールドカップ競技場
済州ワールドカップ競技場（朝: 제주월드컵경기장, Jeju World Cup Stadium）は、韓国の済州特別自治道西帰浦市にあるサッカー専用競技場である。海を眼前に望む風光明媚なスタジアムとなっている。

## 概要
2002年に開催された日韓W杯では、会場としてブラジル対中国、スロベニア対パラグアイ、決勝トーナメント1回戦ドイツ対パラグアイの3試合が開催された。Ｗ杯終了後にバックスタンド２階席が撤去され、さらに2013年の改修工事でも一部の客席が撤去された。
済州島という離島であること、中心部から遠いなどの理由からW杯終了後の利用用途が課題となっていたが、2006年より済州ユナイテッドFCの本拠地として使用されている。2007年6月のイラク戦など、サッカー韓国代表の親善試合の会場に利用されたこともある。2017年5月には、 FIFA U-20ワールドカップの会場の一つとして利用された。